# Tapi
Tapi är ett distrikt i Indien.   Det ligger i delstaten Gujarat, i den centrala delen av landet, 900 km söder om huvudstaden New Delhi. Antalet invånare är 807 022.
Följande samhällen finns i Tapi:
- Vyāra
- Songadh